# Cauche
El cauche es un plato típico de la gastronomía arequipeña en Perú.
Llamado también cauchi o cauche de queso, es un guiso que se elabora a base queso fresco tipo paria, ají, cebolla, leche, habas y huacatay. Se sirve con patatas cocidas.
Se suelen consumir dentro de la oferta gastronómica de las picanterías arequipeñas. Existen variedades, como el cauche de camarones, el cauche de sesos, entre otros.